# Monte Procinto
È da mar alto da seicento braccia,

di rovinose balze cinto intorno,

e da ogni canto di cader minaccia.»
Ludovico Ariosto, I Cinque Canti
Il Monte Procinto è un rilievo montuoso italiano appartenente alla catena delle Alpi Apuane, alto 1177 metri sul livello del mare. Si trova in alta Toscana, in Provincia di Lucca,  fa parte del Parco Regionale delle Alpi Apuane; è riconosciuto quale Sito di interesse comunitario con l'identificativo IT5120014 Monte Corchia - Le Panie e località di rilevante interesse ambientale in ambito CEE.
Alla base di questa montagna insistono alcune cave di marmo, duramente criticate dal movimento No Cav.

## Caratteristiche
Il Monte è situato nella parte meridionale della catena delle Alpi Apuane e si trova al centro dell'asse della dorsale principale; è vicinissimo al Monte Nona ed è  compreso tra il Monte Matanna ed il Monte Pania della Croce.

La montagna è costituita di dolomia calcarea ed è piccola ma assai caratteristica poiché ha la singolare forma di un panettone, con le pareti perfettamente verticali e con la sommità  leggermente convessa; è  alto oltre 150 metri dalla base, tutto intorno alla quale si trova una cengia orizzontale chiamata la “cintura del Procinto”. Tutte le vie di accesso alla vetta sono riservate agli alpinisti provetti, salvo una via ferrata a Sud che può essere percorsa ponendo la massima attenzione ed in sicurezza, con il minimo di nozioni alpinistiche.

Vicine al Procinto, ma separate dalla Foce dei Bimbi, ci sono tre piccole guglie verticali, care agli arrampicatori, chiamate il Bimbo Fasciato, il Piccolo Procinto e la Bimba.
Verso Sud, separato dal Monte Procinto dalla Foce del Procinto, c'è il Monte Nona, alto 1300 metri sul livello del mare;  la sua parete Nord, rivolta verso il Procinto, è di dolomia calcarea ed è strapiombante anch'essa: anzi, in alcuni punti la cima forma un tetto che aggetta in fuori, oltre la linea verticale della parte inferiore della parete, di 17 metri.
 
Al Monte Procinto si può accedere dai prati del versante Sud del Monte Nona, presso l'Albergo Alto Matanna, raggiungibile in macchina da Lucca, per un sentiero che prima sale al passo del Callare del Matanna, poi scende fino alla base della parete verticale del Monte Nona, traversa alla base detta parete, raggiungendo infine la Cintura del Procinto; da lì un ponticello porta alla via ferrata.
In alternativa si può raggiungere il Procinto salendo dal paese di Stazzema, passando poi vicini al Rifugio del Club Alpino Italiano "Forte dei Marmi", immettendosi infine nel sentiero che traversa alla base la parete strapiombante del Nona.

Dalla cima del Procinto la vista spazia a 360 gradi, verso la Pania della Croce, la Pania Secca, il Monte Forato, la costa della Versilia settentrionale ed il mare, il Monte Nona ed il Monte Matanna.

## Curiosità storiche
Il Procinto, per la sua forma ardita a Panettone, con le pareti verticali e la base rotondeggiante,  ha costituito per gli alpinisti una sfida fino dal XIX secolo.
La prima volta è stato salito da boscaioli nel lontano 1848.

Negli anni successivi, lungo la via seguita dai primi arrampicatori, i gestori del Rifugio Alpe della Grotta fissarono una scala a pioli, presumibilmente in legno di castagno, alla parete verticale del Monte Procinto.

Dal 1884 l'ingegnere milanese Aristide Bruni, socio del Club Alpino Italiano della sua città, ma attivo anche presso la Stazione Alpina di Lucca, promosse e diresse lavori che mediante staffe e cavi metallici portarono, nel 1893, alla costruzione della prima ferrata d'Italia. Furono emulati in tal modo gli austriaci che avevano già realizzato due vie ferrate: nel 1843 sull'Hoher Dachstein; nel 1869 sul Grossglockner. I lavori al Procinto vennero in gran parte finanziati da soci della Sezione di Firenze e della Stazione Alpina di Lucca del C.A.I.

L'intera ferrata è stata restaurata e messa in sicurezza nel 2018 ad opera del CAI Firenze.

Il poeta Ludovico Ariosto, che nel 1522 venne a svolgere la funzione di Governatore della Garfagnana per gli Estensi, gli dedicò una poesia contenuta nei Cinque Canti non pubblicati dell'Orlando Furioso.

In vetta vi è una minuscola cavità all'interno della quale si trova normalmente un po' di acqua: si è parlato molto della causa. Forse è dovuta al fatto che il Procinto è vicinissimo alla costa; è davanti a Forte dei Marmi: quindi le correnti umide provenienti dal mare potrebbero condensarsi sulla fredda roccia e l'acqua meteorica raccogliersi così nella cavità.

Vicinissimo al Procinto lungo la cresta a Nord che lo collega al Gruppo delle Panie, c'è il Monte Forato, costituito da un grande arco che collega due cime. Si può attraversare facendo attenzione. A Est del Monte Forato si apre la Valle di Fornovolasco, un caratteristico paese apuano vicino al lago di Trombacco, anticamente sede di artigiani che lavoravano il ferro per conto del duca di Modena estraendolo da piccole miniere - tuttora visibili - alla base della Pania Secca (ardita cima calcarea che sovrasta imponente, con uno sbalzo di oltre 1.200 metri, il piccolo centro abitato).
 
Da diversi punti panoramici nei paesi posti sui versanti della valle della Turrite di Gallicano e da Barga - in precisi giorni dell'anno - il sole tramonta due volte passando prima contro l'arco, poi nel foro del Monte Forato; parimenti guardando dalla Versilia si vede lo stesso fenomeno all'alba.